# Maria Verchenova
Maria Vitalyevna Verchenova (em russo:  Мария Витальевна Верченова; nascida em 27 de março de 1986) é uma jogadora russa de golfe profissional que, desde 2007, disputa os torneios do Ladies European Tour. Atualmente, reside em Moscou, sua terra natal.
No golfe dos Jogos Olímpicos de Verão de 2016, realizados no Rio de Janeiro, Brasil, terminou sua participação na competição de jogo por tacadas individual feminino empatada na décima sexta colocação, com 280 tacadas (75-70-73-62), quatro abaixo do par, representando Rússia. Outras duas jogadoras ficaram nesta mesma colocação; são elas: Teresa Lu (TPE) e Paula Reto, da África do Sul.